# 287 Nephthys
Nephthys (định danh hành tinh vi hình: 287 Nephthys) là một tiểu hành tinh lớn ở vành đai chính. Ngày 25 tháng 8 năm 1889, nhà thiên văn học người Mỹ gốc Đức Christian H. F. Peters phát hiện tiểu hành tinh Nephthys khi ông thực hiện quan sát ở Clinton, New York và đặt tên nó theo tên nữ thần Nephthys trong thần thoại Ai Cập.